# Casinò online
Un casinò online è un sito web che offre la possibilità agli utenti di giocare d'azzardo.

## Storia
I primi passi verso il mondo del gioco online furono fatti con l'arrivo dei primi software negli anni settanta, che permettevano all'interno dei casinò che le vecchie slot machine fino ad allora dotate della leva per far girare i rulli passassero dal sistema meccanico a quello collegato ad un computer centrale, e più tardi con l'avvento di internet l'attuazione di un sistema che collegasse i computer di giocatori situati in diverse parti del mondo.
I casinò online, come in precedenza i casinò con una sede fisica, anche grazie alla filmografia hollywoodiana, hanno spesso attirato le fantasie delle popolazioni per la possibilità di facili guadagni. Il gioco d'azzardo viene percepito dai suoi utenti per gli aspetti positivi (divertimento, emozione, possibilità di vincite anche elevate) ma possiede anche aspetti negativi, tra i quali la dipendenza da gioco d'azzardo patologico e dilapidazione di ingenti somme.
Alla fine degli anni novanta sono nati i primi casinò online, precursori del gioco d'azzardo via Internet. Poco tempo dopo sono nati i primi regolamenti sul gioco d'azzardo online. Lo Stato precursore fu Antigua e Barbuda dove venne stilato il Free Trade and Processing Zone Act, che permetteva il gioco online con una apposita licenza rilasciata dal ministero del piccolo Stato dei Caraibi.
La software house Microgaming fu la prima casa a lanciare giochi online e a fornire la piattaforma virtuale di gioco via Internet. In seguito nacquero altre software house, come ad esempio la Cryptologic o la Playtech, che svilupparono e migliorarono le tecnologie informatiche al fine di garantire la sicurezza del gioco e delle transazioni di denaro. Ora tutte le transazioni utilizzano una connessione protetta Https.
I casinò sono da sempre sinonimo di ricchezza nella cultura popolare per chi ne detiene il controllo ma, oltre ai casinò, anche le software house e le società che gestiscono i circuiti dell carte di credito fanno grandi guadagni da questo business.
Alcune delle principali software house al mondo nel 2021:
- Playtech - software online e con download - 1a società mondiale per denaro generato
- Microgaming - software online e con download - 2a società mondiale per denaro generato
- NetEnt - software online - detiene il 44% del mercato europeo del gioco senza download nel 2012
- International Gaming Technology ( IGT.) - software lanciato nel 1971

## Tipologie e funzionamento
I casinò online hanno migliorato nel corso del tempo il loro livello di qualità grafica e di gioco. Essi offrono giochi come blackjack, poker, baccarat, dadi, roulette, punto banco, slot machine, video poker, giochi con croupier dal vivo, scommesse, poker con la sua variante più famosa Texas hold 'em.
Il funzionamento di un casino online è dato da tre componenti principali: il sito web (dal quale si scarica il software), il software del casinò e il server. Il client di gioco contiene tutte le informazioni "locali" (grafica, suoni, animazioni), mentre le decisioni relative alla vincita vengono prese lato server, attraverso un generatore di numeri casuali (RNG).
I casinò online sono accessibili in genere tramite siti web con applicazioni Adobe flash, giocabile direttamente dal browser, su diversi sistema operativi (PC/Windows, Mac, tablet e smartphone) oppure sotto forma di File eseguibili scaricabile dal sito internet o da negozi online (Google Play o iTunes Store) e installabili direttamente dall'utente sul proprio dispositivo fisso o portatile (disponibili per un più ristretto numero di piattaforme).
Nonostante le versioni Flash abbiano subito miglioramenti notevoli, le versioni installabili presentano spesso una grafica e un audio migliori, oltre ad un'esperienza di gioco più realistica; tuttavia scaricare file eseguibili dalla rete costituisce, a detta degli esperti di sicurezza informatica, un elevato rischio, legato soprattutto alla possibile presenza di malware e spyware.
I casinò online danno in genere l'alternativa di giocare inizialmente "per svago" o con "soldi veri". Il gioco per svago permette al giocatore di esercitarsi per migliorare le proprie capacità prima di passare a giocare con soldi veri e ai gestori del casinò di fidelizzare il futuro cliente.

## Gioco patologico
Il gioco d'azzardo patologico è una diffusa patologia da gioco facente parte del campo delle Internet dipendenze: giocare ai casinò online costituisce per molti un'attività divertente e non è soggetta ad alcuna forma di controllo dei familiari, quindi è più facile che tale passatempo degeneri nella dipendenza, con conseguenze anche gravi per la situazione finanziaria, familiare e sociale del giocatore.
Nei casinò italiani con licenza  ADM (archiviato dall'url originale il 13 febbraio 2021). è obbligatorio al momento dell'iscrizione decidere i limiti massimi di deposito e di giocata settimanali; tali limiti non sono modificabili per i 7 giorni successivi, al fine di limitare l'esagerazione da parte della persona. Inoltre è richiesto il documento di identità personale entro un mese dall'iscrizione, in modo da escludere dal gioco i minorenni. È possibile richiedere al singolo casinò di farsi interdire a tempo determinato o indeterminato l'accesso al sito.
Tali misure non sono tuttavia sufficienti a tutelare le persone predisposte a questo tipo di dipendenza, che necessitano invece di un supporto specialistico.
Le persone che ritengono di avere un problema legata al gioco online o offline (o loro parenti e amici) possono rivolgersi per una consulenza al servizio tossicodipendenze (SeRT) della propria Azienda sanitaria locale o a una delle varie associazioni che si occupano di aiuto ai giocatori.